# Esther Eba'a Mballa
Esther Eba'a Mballa est une joueuse camerounaise de volley-ball née le 11 mars 1984. Elle est capitaine de l'équipe du Cameroun féminine de volley-ball lors du Championnat du monde de volley-ball féminin 2014.

## Biographie
Esther Canelle Eba'a Mballa voit le jour le 11 mars 1984. En club, elle a porté les couleurs de Bafia Evolution de 2006 à 2008 et de l'INJS de 2009 à 2014.

### Carrière en sélection
Elle joue en équipe nationale de 2008 à 2014. Au terme du tournoi de volley-ball aux Jeux africains de 2011 à Maputo au Mozambique, avec les volleyeuses camerounaises, elle remporte la médaille d'argent face aux Algériennes,. Lors de la 16e édition du Championnat d'Afrique féminin de volley-ball à Nairobi au Kenya en 2013, elle guide l'équipe des Lionnes indomptables du volley-ball une fois de plus jusqu'à la médaille d'argent,,. Vice-championne d'Afrique de volley-ball avec ses coéquipières, elle se qualifie pour défendre les couleurs du Cameroun lors du Championnat du monde féminin de volley-ball 2014 en Italie,.

## Palmarès
- Médaille d'argent aux Jeux africains 2011[1]
- Médaille d'argent au Championnat d'Afrique féminin de volley-ball 2013.

## Distinctions individuelles
- Meilleure bloqueuse du Championnat d'Afrique féminin de volley-ball 2013[1].